# Villers-en-Haye
Pour les articles homonymes, voir Villers et -en-Haye.
Villers-en-Haye est une commune française située dans le département de Meurthe-et-Moselle en région Grand Est.

## Géographie

Fig. 1 - Villers-en-Haye (ban communal).

Le village, proche de la forêt de Haye, est situé à 24 kilomètres de Nancy, 23 kilomètres de Toul et  7 kilomètres de Domèvre-en-Haye.
D’après les données Corine land Cover, le ban communal de 737 hectares comportait en 2011, 56 % de zones agricoles, 34 % de forêts et 10 % de prairies. Le territoire communal est arrosé par le ruisseau d'Esche sur un peu plus de  3 kilomètres.

### Communes limitrophes
| Gézoncourt | Griscourt        | Dieulouard |
| Rogéville  | Villers-en-Haye  | Dieulouard |
| Rogéville  | Rosières-en-Haye | Saizerais  |

### Hydrographie

#### Réseau hydrographique
La commune est dans le bassin versant du Rhin au sein du bassin Rhin-Meuse. Elle est drainée par le ruisseau d'Esche,.
L'Esch, d'une longueur de 46 km, prend sa source dans la commune de Geville et se jette  dans la Moselle à Blénod-lès-Pont-à-Mousson, après avoir traversé 19 communes. Les caractéristiques hydrologiques de l'Esch sont données par la station hydrologique située sur la commune de Jezainville. Le débit moyen mensuel est de 1,38 m3/s. Le débit moyen journalier maximum est de 34,9 m3/s, atteint lors de la crue du 26 mai 1983. Le débit instantané maximal est quant à lui de 37,3 m3/s, atteint le même jour.

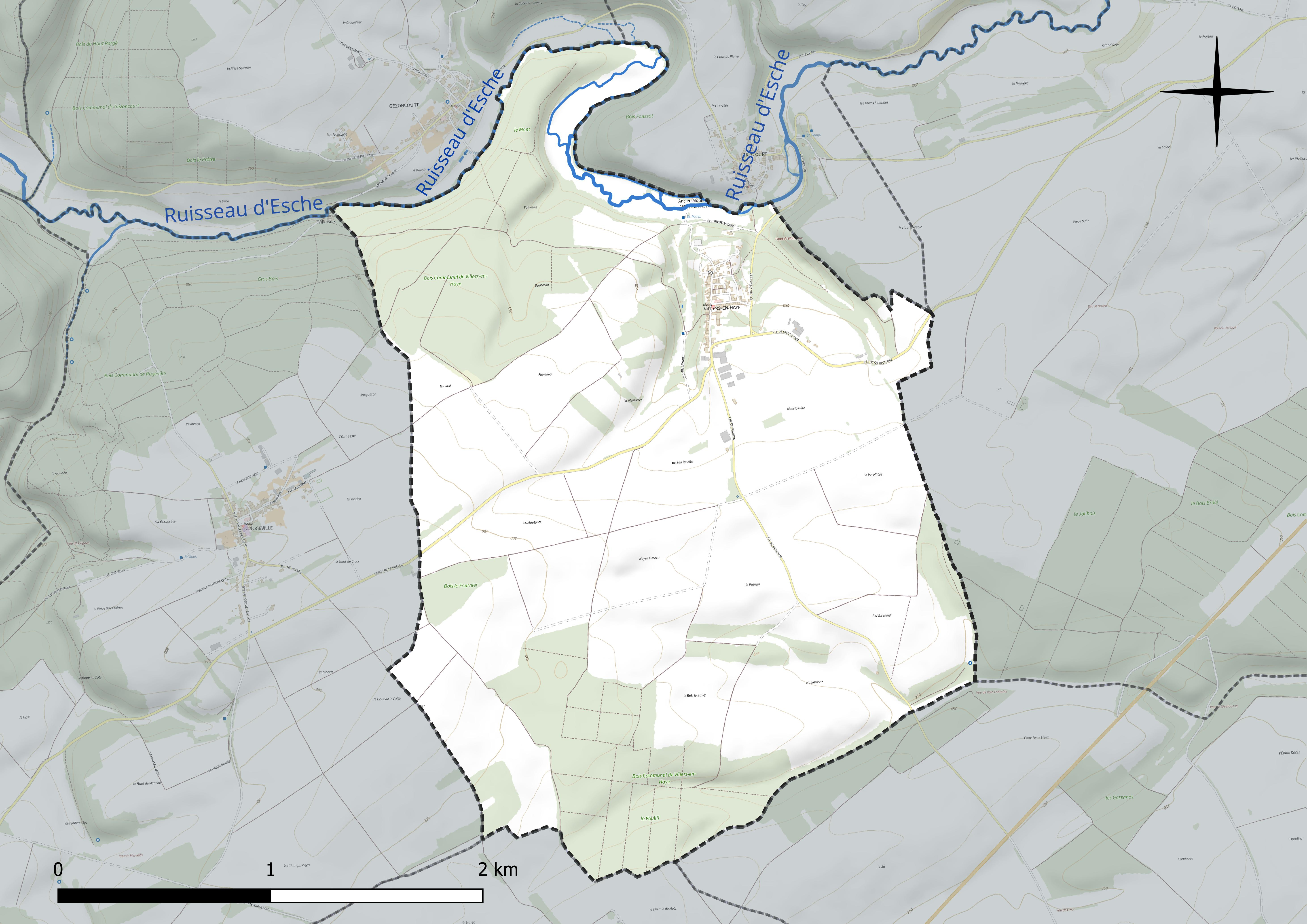
Réseau hydrographique de Villers-en-Haye.

#### Gestion et qualité des eaux
Le territoire communal est couvert par le schéma d'aménagement et de gestion des eaux (SAGE) « Rupt de Mad, Esch, Trey ». Ce document de planification concerne les bassins versants du Rupt de Mad, de l’Esch et du Trey. Le périmètre a été arrêté le 2 juin 2014, la commission locale de l'eau (CLE) a été créée le 20 juin 2017, puis modifiée le 26 mars 20210. La structure porteuse de l'élaboration et de la mise en œuvre est le Parc naturel régional de Lorraine. 
La qualité des cours d’eau peut être consultée sur un site dédié géré par les agences de l’eau et l’Agence française pour la biodiversité. 

### Climat
Pour des articles plus généraux, voir Climat du Grand Est et Climat de Meurthe-et-Moselle.
En 2010, le climat de la commune est de type climat des marges montargnardes, selon une étude du Centre national de la recherche scientifique s'appuyant sur une série de données couvrant la période 1971-2000. En 2020, Météo-France publie une typologie des climats de la France métropolitaine dans laquelle la commune est exposée à un climat semi-continental et est dans la région climatique  Lorraine, plateau de Langres, Morvan, caractérisée par un hiver rude (1,5 °C), des vents modérés et des brouillards fréquents en automne et hiver. 
Pour la période 1971-2000, la température annuelle moyenne est de 9,5 °C, avec une amplitude thermique annuelle de 16,8 °C. Le cumul annuel moyen de précipitations est de 805 mm, avec 12,2 jours de précipitations en janvier et 9 jours en juillet. Pour la période 1991-2020, la température moyenne annuelle observée sur la station météorologique de Météo-France la plus proche, « Nancy-Essey », sur la commune de Tomblaine à 22 km à vol d'oiseau, est de 11,0 °C et le cumul annuel moyen de précipitations est de 746,3 mm. 
La température maximale relevée sur cette station est de 40,1 °C, atteinte le 24 juillet 2019 ; la température minimale est de −24,8 °C, atteinte le 21 février 1956,,. 
Les paramètres climatiques de la commune ont été estimés pour le milieu du siècle (2041-2070) selon différents scénarios d'émission de gaz à effet de serre à partir des nouvelles projections climatiques de référence DRIAS-2020. Ils sont consultables sur un site dédié publié par Météo-France en novembre 2022.

## Urbanisme

### Typologie
Au 1er janvier 2024, Villers-en-Haye est catégorisée commune rurale à habitat dispersé, selon la nouvelle grille communale de densité à sept niveaux définie par l'Insee en 2022.
Elle est située hors unité urbaine. Par ailleurs la commune fait partie de l'aire d'attraction de Nancy, dont elle est une commune de la couronne,. Cette aire, qui regroupe 353 communes, est catégorisée dans les aires de 200 000 à moins de 700 000 habitants,.

### Occupation des sols
L'occupation des sols de la commune, telle qu'elle ressort de la base de données européenne d’occupation biophysique des sols Corine Land Cover (CLC), est marquée par l'importance des territoires agricoles (66,1 % en 2018), une proportion identique à celle de 1990 (66,1 %). La répartition détaillée en 2018 est la suivante : terres arables (56,2 %), forêts (33,9 %), prairies (9,9 %). L'évolution de l’occupation des sols de la commune et de ses infrastructures peut être observée sur les différentes représentations cartographiques du territoire : la carte de Cassini (XVIIIe siècle), la carte d'état-major (1820-1866) et les cartes ou photos aériennes de l'IGN pour la période actuelle (1950 à aujourd'hui).

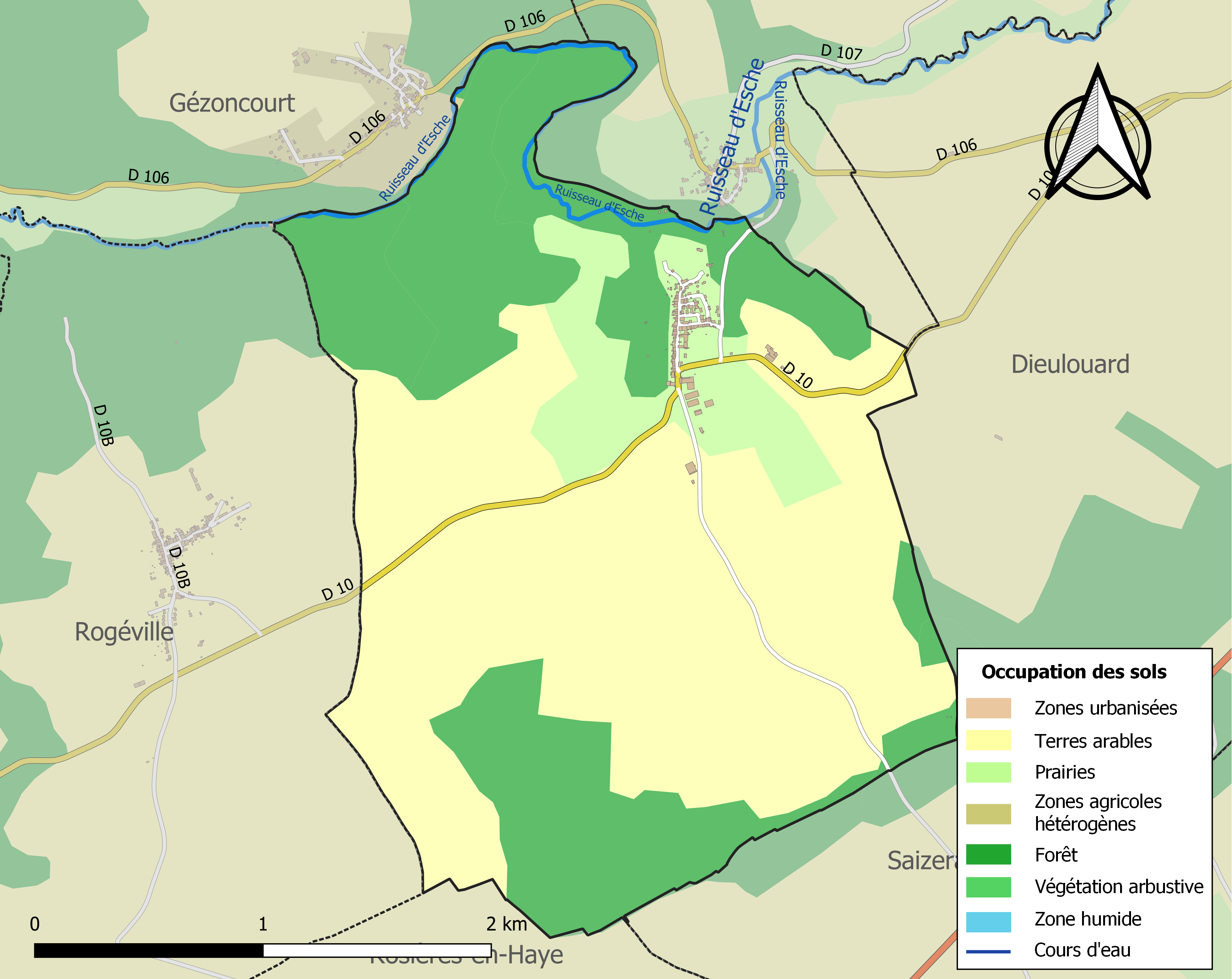
Carte des infrastructures et de l'occupation des sols de la commune en 2018 (CLC).

## Toponymie
Villaris, 965 - Villare, 1137 - Vileirs, 1305 - Villarium, 1402 - Viller, 1420 - Villers-en-heix, 1441 - Villey-en-heix, 1498 - Villers-en-hey, 1551 - Viller-en-hey, 1702 ; sont les différentes graphies recensées par le Dictionnaire topographique de la Meurthe.
Jusqu'en 1420 environ, Il s'agit d'une toponymie germanique comme celle de Villers-la-Montagne  ou de Bergweiler (près de Trêves), par exemple. (Germanité à mettre en relation avec un diplôme de l'empereur germanique Otton, voir ci-dessous en section histoire) ; en effet, Villers-en-Haye se trouvait alors du côté germanique de la frontière linguistique mosellanne.

### Forêt de Haye
Haye est une forme ancienne du mot haie. Le germanique haga et ses dérivés - haye, haie - désignent à l'origine, non pas une « clôture végétale », qui est le sens actuel du terme en français, mais une forêt qui entoure un territoire et le protège contre l'ennemi puis, à partir du IXe siècle carolingien, une forêt servant de réserve de chasse, entourée d'une clôture, avant de ne plus désigner que la clôture elle-même. L'emploi de haye dans les lieux-dits les plus anciens indique donc la présence d'une forêt.

### Écarts et lieux-dits
H. Lepage mentionne un écart dont la trace est difficile à trouver dans les archives et les cartes :
« Il existait aussi, autrefois, dans le bois de Villers-en-Haye, une habitation assez considérable, dont il ne reste, depuis longtemps, que des décombres. Le canton où elle était située a conservé le nom de Vaux-des-Rapes, Raptes ou Ropes. C'était, dit-on, dans l'origine, un hôpital qui devint ensuite un ermitage et fut détruit. »
Comme dans la plupart des départements français, les toponymes en rapport avec d’anciens lieux d’exécution et d’exposition (« Justice(s) », « Fourche(s) », « Pilori(s) »…) sont nombreux, la commune en partage un avec Rogéville.

## Histoire

### Antiquité et préhistoire
H. Lepage indique, dans sa notice sur ce bourg qu'il aurait existé deux installations romaines, près du lieu-dit Formont, mais que toute trace en avait disparu lors de sa rédaction. Cette hypothèse n'est pas incohérente si l'on ajoute les découvertes de monnaies romaines faites sur le territoire des communes voisines de Saizerais et Rozières-en-Haye, ainsi que sur le territoire même de Villers d'après le répertoire archéologique du comte Beaupré :
« Au Fortmont, à 1200 mètres à l'Ouest du village, substructions avec tuiles plates, meules, etc. En 1882, on trouva deux sépultures formées de pierres plates et recouvertes de dalles, elles contenaient des ossements qui furent laissés en place. »
L'occupation serait même plus ancienne puisque ces mêmes sources citent la découverte près du lavoir communal, de pointes de flèches en silex.
Les archéologues ont analysé le site du For(t)mont comme un oppidum de type éperon-barré ayant pu connaitre une réoccupation romaine puis médiévale, mais sans certitude, ils signalent la présence de débris d'époque romaine dans le Bois-le-Bailly.

### Moyen Âge
L'analyse des archives historiques fait remonter la fondation du village, d'après Lepage, avant l'an 965, suivant un diplôme de l'empereur Othon, plus tard, écrit-il, les habitants furent sous la protection du chatelain de Mousson (1342) et du comte de bar (1361) Mais il est probable que les seigneurs locaux se sont plusieurs fois institués protecteurs, comme les comtes de Pierrefort dont le château était tout proche.

## Politique et administration

### Maires de la commune
| Période   | Période   | Identité            | Étiquette | Qualité                          |
| --------- | --------- | ------------------- | --------- | -------------------------------- |
| Inconnue  | Inconnue  | Nicolas Urion       |           |                                  |
| 1815      | 1872      | Sébastien Urion     |           | Chevalier de la légion d'honneur |
| 1872      | 1884      | Eugène Urion        |           |                                  |
| 1884      | 1930      | Edmond Urion        |           | Conseiller général du Canton     |
| mars 2001 | mars 2008 | Rémy Guerard        |           |                                  |
| mars 2008 | 2014      | Dominique Mithouard |           |                                  |
| 2014      | En cours  | Marie Delacour      |           |                                  |

Par arrêté préfectoral de la préfecture de la région Grand-Est en date du 9 décembre 2022, la commune de Villers-en-Haye a intégré l'arrondissement de Nancy au 1er janvier 2023.

## Population et société

### Démographie
L'évolution du nombre d'habitants est connue à travers les recensements de la population effectués dans la commune depuis 1793. Pour les communes de moins de 10 000 habitants, une enquête de recensement portant sur toute la population est réalisée tous les cinq ans, les populations de référence des années intermédiaires étant quant à elles estimées par interpolation ou extrapolation. Pour la commune, le premier recensement exhaustif entrant dans le cadre du nouveau dispositif a été réalisé en 2005.

En 2022, la commune comptait 159 habitants, en évolution de −11,17 % par rapport à 2016 (Meurthe-et-Moselle : −0,13 %, France hors Mayotte : +2,11 %).
| 1793 | 1800 | 1806 | 1821 | 1831 | 1836 | 1841 | 1846 | 1851 |
| ---- | ---- | ---- | ---- | ---- | ---- | ---- | ---- | ---- |
| 206  | 256  | 239  | 254  | 272  | 297  | 290  | 269  | 288  |

| 1856 | 1861 | 1872 | 1876 | 1881 | 1886 | 1891 | 1896 | 1901 |
| ---- | ---- | ---- | ---- | ---- | ---- | ---- | ---- | ---- |
| 297  | 313  | 296  | 290  | 290  | 278  | 251  | 277  | 258  |

| 1906 | 1911 | 1921 | 1926 | 1931 | 1936 | 1946 | 1954 | 1962 |
| ---- | ---- | ---- | ---- | ---- | ---- | ---- | ---- | ---- |
| 254  | 233  | 173  | 184  | 197  | 184  | 163  | 200  | 201  |

| 1968 | 1975 | 1982 | 1990 | 1999 | 2005 | 2006 | 2010 | 2015 |
| ---- | ---- | ---- | ---- | ---- | ---- | ---- | ---- | ---- |
| 174  | 163  | 161  | 148  | 181  | 177  | 167  | 180  | 181  |

| 2020 | 2022 | - | - | - | - | - | - | - |
| ---- | ---- | - | - | - | - | - | - | - |
| 165  | 159  | - | - | - | - | - | - | - |

## Économie
Les historiens s'accordent à décrire une économie essentiellement agricole et faiblement viticole au XIXe siècle :  
« Surf. territ. : 728 hect., 528 en terres lab., 21 en prés, 10 en vignes, 427 en bois. »,
Les cartes et sources historiques mentionnent plusieurs moulins, mais curieusement le Moulin de Villers est sur la commune de Griscourt, celui de Villersvaux sur la commune de Gézoncourt ou Rogéville (?), seul la mention Ancien moulin de Villers en Haye est visible sur les cartes modernes. (voir l'article Hydraulique de la rivière Esche).
Une canalisation souterraine de transport de gaz naturel, exploitée par GRTgaz, est présente sur le territoire de la commune.

### Secteur primaire ou agriculture
Le secteur primaire comprend, outre les exploitations agricoles et les élevages, les établissements liés à l’exploitation de la forêt et les pêcheurs.
D'après le recensement agricole 2010 du Ministère de l'agriculture (Agreste), la commune de Villers-en-Haye était majoritairement orientée sur la production de céréales et d'oléagineux (auparavant polyculture et poly- élevage) sur une surface agricole utilisée d'environ 1100 hectares (supérieur à la surface cultivable communale) en hausse depuis l'an 2000 - Le cheptel en unité de gros bétail s'est réduit de 610 à 350 entre 1988 et 2010. Il n'y avait plus que 6 exploitations agricoles ayant leur siège dans la commune employant 8 unités de travail.

## Culture locale et patrimoine

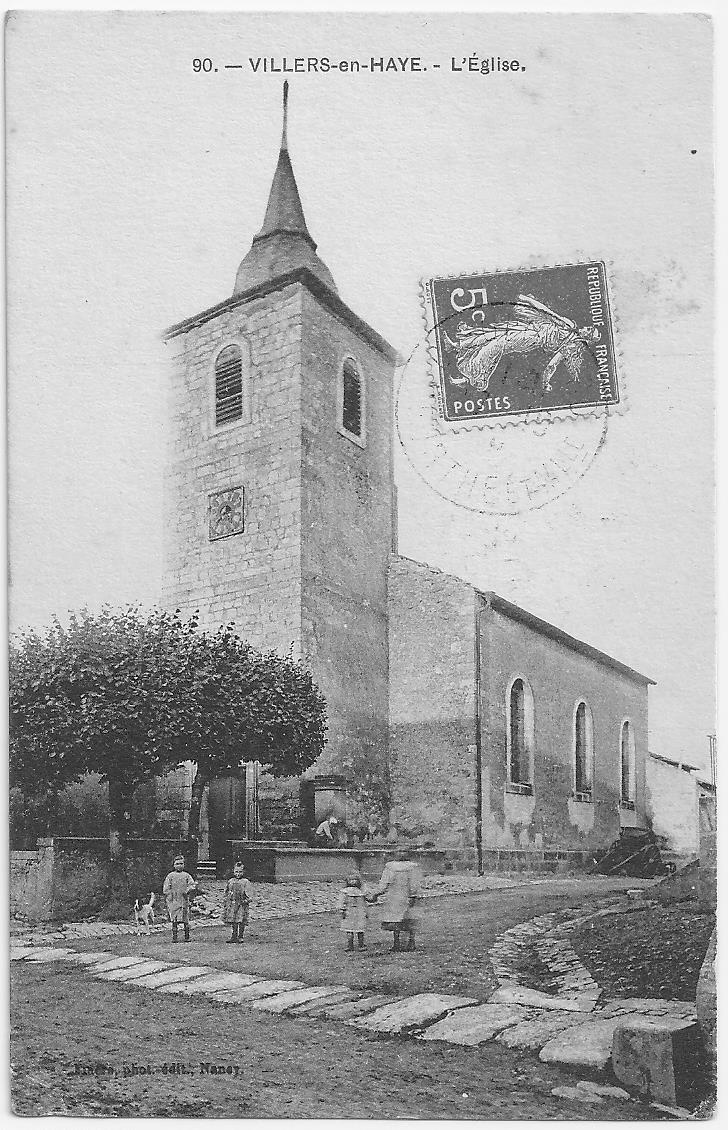
Ancienne vue de l'église.

### Lieux et monuments
- Église Saint-Mansuy datant du XVIIIe.

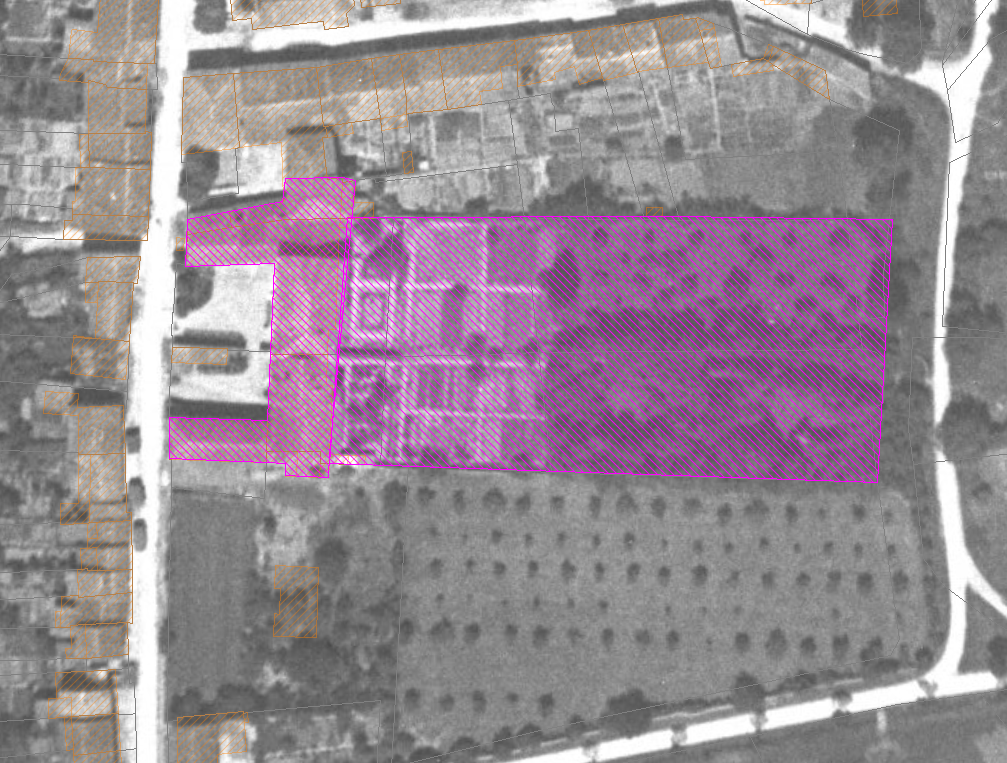
Bâtiments et jardins de la maison forte de Villers-en-Haye - (1932).

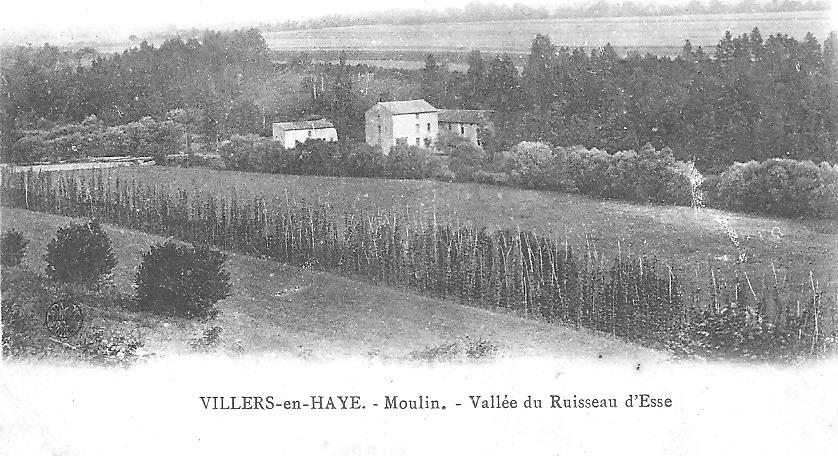
Vallée du ruisseau d'Esse en 1907.

- Château XVIIIe, remanié XIXe.
- Anciens moulins.

### Personnalités liées à la commune
- Famille de Bourcier de Villers, seigneurs de Villers-en-Haye[24],[31]

### Héraldique, logotype et devise
| Blason de Villers-en-Haye | Blason  | D'azur au chevron d'argent, accompagné de trois losanges d'or.        |
| Blason de Villers-en-Haye | Détails | Il s'agit des armes de Laurencet de Villers en Haye, seigneur du lieu |